# Abreulândia
Abreulândia là một đô thị thuộc bang Tocantins, Brasil. Đô thị này có diện tích 1895,201 km², dân số năm 2007 là 2245 người, mật độ 1,18 người/km².